# 食品表示

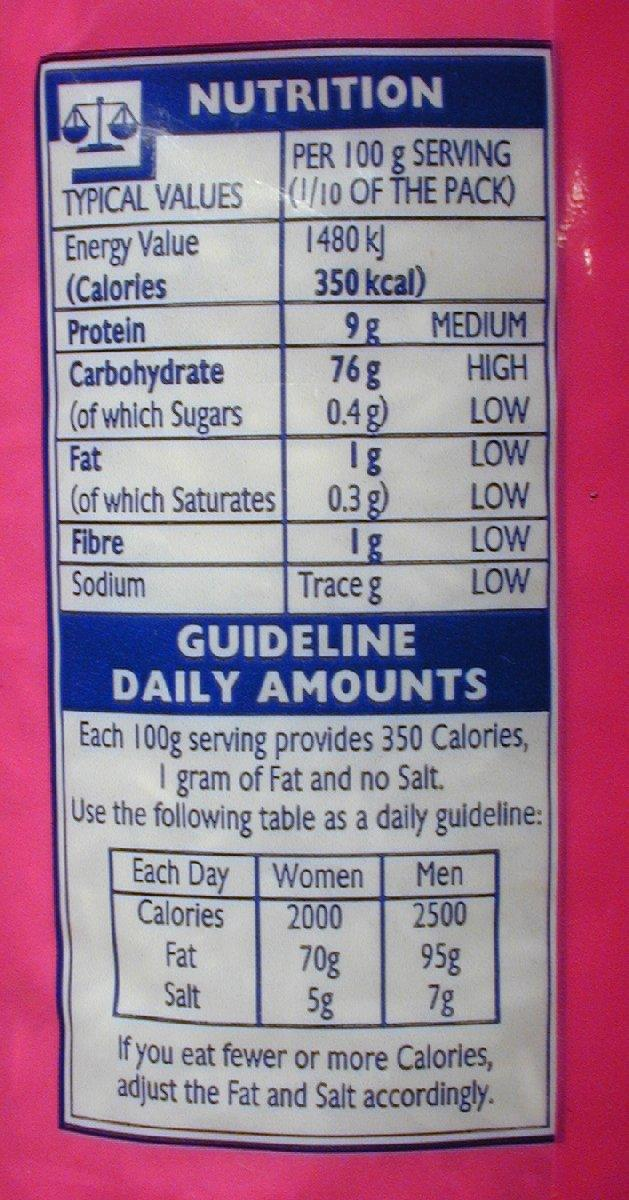
栄養の表示

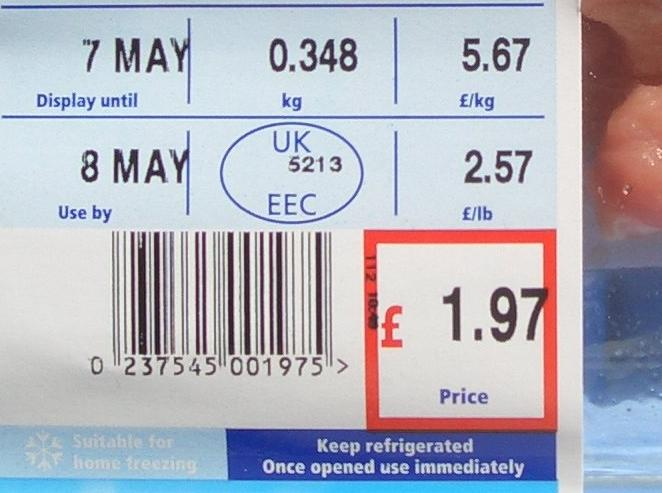
英語の表示。消費期限などを表示

ドイツのチーズの食品表示

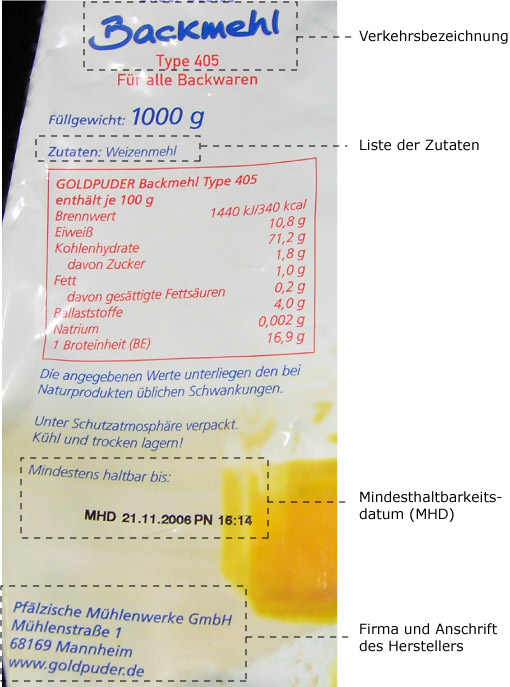
ドイツ/EUの食品表示

米国の「Nutritional Facts Label」。栄養表示。

食品表示（しょくひんひょうじ）とは、食品の安全性の確保や取引の公正、人々の栄養の改善・健康の増進等を図る目的で、食品に表示される事項。

## 概説
スーパーや食料品店で販売される食品の多くに食品表示がなされており、国際的な規格のほか、各国ごとに食品表示に関する規則・法規が存在する。
情報は食の安全を実現するために欠かせない要因であり、消費者が食材を手にしつつ直接確認できる唯一の情報は食品表示である。よってこの情報が正しく、正直に表示される、ということは重要なことであり、それが守られないと食の安全は根底から崩れてゆく。
だが食品業者の中には、食品表示を偽るものがおり、事件・社会問題となることがある（食品偽装問題）。偽装された表示は偽装表示と言う。なかでも産地を偽って販売することを産地偽装と言う。

## 国際規格
1962年に国連食糧農業機関（FAO）と世界保健機関（WHO）によりFAO/WHO合同食品規格委員会（コーデックス委員会）が設立された。
貿易の技術的障害に関する協定（TBT協定）の加盟国は、国内で強制規格を定めるにあたって、コーデックス委員会が定める国際規格が存在するときは強制規格の基礎としなければならない。

## EUの食品表示
EUでは一般食品表示指令（2000/13/EC） が定められている。
包装済の食品や健康食品の場合、名称、内容量、原材料名、消費期限又は賞味期限のいずれか、製造者が義務表示となっている。また、特別な条件があるときは使用方法や保存方法も義務表示となっている。
情報がなければ消費者の誤認を招く場合には生産国が義務表示となる。
このほか遺伝子組換え食品や有機食品に該当するときは、それらに該当することが義務表示となっている。

## 米国の食品表示
米国では連邦食品医薬品化粧品法、公正包装表示法、農産物販売法などで規定されている。
生鮮食品、加工食品、健康食品の場合、名称、内容量、原材料名、使用方法、調理方法、保存方法、栄養表示、製造者・生産国について義務表示となっている（栄養表示、使用方法、調理方法、保存方法には例外規定もある）。
賞味期限や消費期限については、乳児用食品に“use by”dateの表示義務があるほかは任意表示である。

## 日本の食品表示
日本では、食品表示法、景品表示法、計量法、健康増進法、医薬品、医療機器等の品質、有効性及び安全性の確保等に関する法律（薬機法、旧薬事法）により規定されている。また、表示は、必ず日本語で表記することが義務付けられている。従前は食品衛生法、JAS法にも規定があったが、食品表示法に移行した。

### 表示対象
容器包装に入れられ、店頭に陳列の上販売されるものは食品衛生法・JAS法により表示が必要となる。ハンバーガーショップでのサンドイッチ類の提供のように客の求めに応じその場で製造・販売されるものは、製造者側がその場で情報提供できる立場にあることから、表示は必要とされない。
スーパーマーケットのバックヤードで製造される総菜や弁当などでは、JAS法ではその場で情報提供が可能であるため表示義務を課していないのに対し、食品衛生法では製造・管理した内容を明確にするため表示を義務付けているなど、各省庁の6種類の法律間での整合性が取れていないケースがままある。表示する内容については「各省庁や地方自治体の担当者に相談を」となっているが、省庁間の縦割り行政により、6種類の法律の解釈は担当者にとっても困難を伴う作業となっている。
基本的な表示を指導する厚生労働省（実施部局：保健所）及び農林水産省（実施部局：地方農政局等、農林水産消費安全技術センター）内においても、担当者ごとや企業からの質問の仕方により、法律の解釈に微妙な差異が出てくることもある。
なお、2009年10月の消費者庁発足により、食品表示についての運用所管は消費者庁に一元化されている。

### 食品表示に関する法律
日本においては、以下の法律が関係する。

#### 食品表示法
食品衛生法、JAS法、健康増進法は食品表示の部分に関して一元化するため、食品表示法にまとめられた。

#### 景品表示法
公正な競争を確保し、消費者の利益を保護することを目的に、事業者の供給するすべての商品に対し、優良誤認・有利誤認その他の不当表示を禁止する規定が設けられている。
はちみつ、飲用乳など一部の品目に関しては、業界団体等が消費者庁の認可を受け、表示に関する事項について自主規制を設定しているものもある。一応は、所属団体に加盟している企業が、独自に遵守することになっているが、非加盟企業の品目に対しても、消費者からの申告があった場合、消費者庁が、それに準じた指導を行っているのが実情である。

#### 計量法
密閉された特定商品に対し、内容量並びに表記者の氏名又は名称及び住所の表示を義務付けている。

#### 健康増進法
食品として販売するものに対し、健康保持増進効果等について著しく事実に相違したり誤認させるような表示を禁じている。

#### 薬機法
容器包装に入れられた加工食品に対し、医薬品と誤認される恐れのある表示や広告、食品の形状を禁止している。このほか食品について、医薬品的な効能・効果を標榜する表示・広告を禁止している（薬事法と食品表示・食品広告の項を参照）。

#### 食品衛生法
食品表示法の制定前は、万一事故が発生した際に、責任の所在を明確にし、製品の回収などの行政措置を迅速に行うための手がかりとすることを目的に、容器包装に入れられた加工食品と一部の生鮮食品を対象に、名称、消費期限または賞味期限、製造・加工者の所在地・氏名、食品添加物を使用しているものはその添加物を含む旨、アレルゲン・遺伝子組換食品を含む食品はその旨、保存方法について表示を義務付けていた。遺伝子組み換えでない旨（分別生産管理が行われたことを確認したものに限る）、栄養機能食品（厚生労働大臣の定める規格基準に適合するものに限る）および特定保健用食品（厚生労働大臣の許可を受けたものに限る）である旨の表示は任意であった。
- 禁止表示 - 公衆衛生に危害を及ぼすおそれのある虚偽または誇大な表示・広告、保健機能食品以外の食品については保健機能食品と紛らわしい表示や特定の保健の目的が期待できる旨の表示を行ってはならない。
- 罰則 - 表示基準に合わない食品の販売等を行った場合は営業許可の取り消し、営業の全部もしくは一部の禁止または停止、営業者名の公表、個人の場合は2年以下の懲役または200万円以下の罰金、法人の場合は1億円以下の罰金に処せられることがある。虚偽または誇大な表示・広告を行った場合にはこれらに加え食品等の回収・廃棄命令の行政処分が行われることがある。

食品表示法の制定により、「販売の用に供する食品及び添加物に関する表示の基準については、食品表示法（平成二十五年法律第七十号）で定めるところによる。」（第19条第3項）となり食品の表示については食品衛生法の規制外となり、食品衛生法のよる表示規制は「一般消費者に対する器具又は容器包装」に対するもののみとなった（第19条第1項）。ただし「公衆衛生に危害を及ぼすおそれがある虚偽の又は誇大な表示又は広告」の禁止（第20条）は、従前どおり食品衛生法に規定されている。

#### JAS法
適切な表示により、消費者の商品選択に寄与することを目的に、原則としてすべての飲食料品を対象に、加工食品については名称、原材料名および食品添加物、原料の原産地名（一部の品目）、原産国名（輸入品）、内容量、消費期限または賞味期限、保存方法、製造業者・輸入業者等の氏名または名称及び住所、その他品目ごとの表示事項、生鮮食品については名称、原産地、その他品目ごとの表示事項の表示が義務付けられていた。遺伝子組み換えでない旨（分別生産管理が行われたことを確認したものに限る）および有機JASの格付けを受けたものに限り「有機」「オーガニック」と表示することは任意であった。
食品表示法の制定により、食品表示についての規定は削除されＪＡＳ法は「飲食料品以外の農林物資で、一般消費者がその購入に際してその品質を識別することが特に必要であると認められるもののうち、一般消費者の経済的利益を保護するためその品質に関する表示の適正化を図る必要があるものとして政令で指定するものについては、その指定のあった後速やかに、その品質に関する表示について、その取扱業者が守るべき基準を定めなければならない。」(第59条第1項）と規定することになった。

### 表示内容
上記法律に基づき、次のようなイメージの表示がなされる。
| 名称     | 菓子、栄養調整食品 |
| 原材料名 | 小麦粉、大豆（遺伝子組み換えでない）、ショートニング、果糖ブドウ糖液糖、でんぷん、食塩 ／食物繊維（難消化性デキストリン）、酸化防止剤（ビタミンC）、香料、（原材料の一部に乳製品、卵を含む） |
| 内容量   | 4枚×2袋（50g） |
| 賞味期限 | 枠外上部に記載 |
| 保存方法 | 高温多湿・直射日光をさけて保存してください |
| 製造者   | 維基食品株式会社AZ 甲県乙市丙ケ丘774番地 |

- 名称 - 食品表示基準による個別の品質表示基準が定められている場合はその基準に従った名称、公正競争規約等で規定されている場合はその規定に沿った名称、規定のない場合にはその内容を表す一般的な名称を記す。「品名」「種類別名称」として表記される場合もある。
- 原材料名 - 食品添加物以外の原材料と食品添加物の区分ごとに、重量の多いものから順に記す。食品添加物は、食品衛生法施行規則に沿って表示する。蓋が透明な容器に入った弁当では、外部からその原材料が明らかなおかずについては簡素化した表示が認められる。
  - 原料原産地名 - 水を除いた原材料の内50%以上を占めるものを「主な原材料」とし、国産品についてはその旨、輸入品については原産国を表示する。国産品のうち主な原材料が農・畜産物については産地・主たる飼養地が属する都道府県その他一般に知られている地名、主な原材料が水産物については国産表示に代えて採取した水域名、水揚げした港名、水揚港・主たる養殖場が属する都道府県その他一般に知られている地名を国産表示に代えて表示することができる。
  - アレルゲン - 食品表示基準により、食物アレルギー症例数の多い卵・乳・小麦・エビ・カニ、症状が重篤なソバ・ラッカセイを「特定原材料」とし、表示が義務付けられている。「特定原材料に準ずるもの」としてアワビ・イカ・イクラ・オレンジ・キウイフルーツ・牛肉・クルミ・鮭・サバ・大豆・鶏肉・バナナ・豚肉・マツタケ・モモ・ヤマイモ・リンゴの表示が推奨されている。
  - 食品添加物 - 容器包装に入れられた加工食品では原則としてすべての添加物名を表記する。食品表示基準では原材料欄に、重量の多いものから順に記載するよう規定されている。栄養強化の目的で使用するものや加工助剤、キャリーオーバーについては表示が免除される場合がある。パッケージの原材料表示の部分に／が入るようになり、／の前は原材料、／の後は添加物を意味している。
- 内容量 - 計量法に基づき、量目公差を越えないように計量、表示する。
- 賞味期限等 - 賞味期限および消費期限の項を参照。必ず年月日の順に表記する。西暦の上2桁省略、元号名省略は認められているが、2009/10/28のように年月日をスラッシュで区切ることはできない。賞味期限等にロット番号を併記することはできるが、期限表示の数字と不明確になるような併記は認められない[3]。食塩、砂糖、アイスクリーム、アルコール飲料など品質の変化が著しく少ないものについては、記載を省略できるものもある。
- 製造者 - 個人の場合は氏名、法人の場合は法人名（原則は工場名まで）を記載。商号を変更した場合には、シール貼付などによりで速やかな変更を要する。
  - 製造を自社ではなく子会社・関連会社や外部に委託している場合は「販売者」、国外から輸入したものは「輸入者」として記載される。
- 製造所所在地 - 住居表示に従い、住居番号まで表示。県庁所在地や政令指定都市では都道府県名を省略できる。市町村合併による所在地（市町村名など）変更の場合には、しばらくの間従前の表示で足りる。
  - 同一製造者が複数の工場を持つ場合（あるいは同一販売者が複数の工場に生産を委託している場合）などでは本社の所在地と、あらかじめ、消費者庁の食品表示企画課（2009年9月までは厚生労働省）に届け出た製造所固有記号の表示（上記例では「AZ」）を以って代えることができる。

## 参考
- 食品表示研究会『三訂 食品表示Q&A』中央表記出版、2008年。ISBN 978-4-8058-4826-5。
- 食品衛生法に基づく表示について (PDF)  消費者庁次長、消食表第8号 、2009年9月17日